# Patrick Kpozo
Patrick Kpozo (* 15. července 1997) je ghanský profesionální fotbalista, který v současnosti hraje za klub FC Baník Ostrava.

## Klubová kariéra
Kpozo debutoval za AIK v zápase Svenska Cupen proti Ekerö IK v roce 2015.
Dne 28. března 2017 přestoupil Kpozo do Tromsø na hostování do léta.
Dne 17. ledna 2022 oznámil Šeriff Tiraspol podpis Kpoza.

## Reprezentační kariéra
Dne 9. března 2023 obdržel Kpozo od hlavního trenéra Chrise Hughtona první pozvánku do seniorského národního týmu Ghany pro dva kvalifikační zápasy na Africký pohár národů 2023 proti Angole. V reprezentaci nakonec debutoval 18. června 2023 v kvalifikačním zápase proti Madagaskaru.

## Statistiky

### Klubové
Platí k zápasu hranému 30. října 2022.
| Klub                  | Sezóna            | Liga              | Liga   | Liga | Pohár  | Pohár | Kontinentální | Kontinentální | Celkově | Celkově |
| Klub                  | Sezóna            | Divize            | Zápasy | Góly | Zápasy | Góly  | Zápasy        | Góly          | Zápasy  | Góly    |
| --------------------- | ----------------- | ----------------- | ------ | ---- | ------ | ----- | ------------- | ------------- | ------- | ------- |
| AIK                   | 2015              | Allsvenskan       | 0      | 0    | 1      | 0     | 0             | 0             | 1       | 0       |
| AIK                   | 2016              | Allsvenskan       | 11     | 0    | 1      | 0     | 5             | 0             | 17      | 0       |
| AIK                   | Celkově           | Celkově           | 11     | 0    | 2      | 0     | 5             | 0             | 18      | 0       |
| Tromsø IL (hostování) | 2017              | Eliteserien       | 2      | 0    | 2      | 0     | –             | –             | 4       | 0       |
| Tromsø IL (hostování) | Celkově           | Celkově           | 2      | 0    | 2      | 0     | 0             | 0             | 4       | 0       |
| Östersunds FK         | 2017              | Allsvenskan       | 3      | 0    | 0      | 0     | 0             | 0             | 3       | 0       |
| Östersunds FK         | 2018              | Allsvenskan       | 16     | 1    | 1      | 0     | 0             | 0             | 17      | 1       |
| Östersunds FK         | 2019              | Allsvenskan       | 0      | 0    | 1      | 0     | 0             | 0             | 1       | 0       |
| Östersunds FK         | 2021              | Allsvenskan       | 26     | 2    | 1      | 0     | 0             | 0             | 27      | 2       |
| Östersunds FK         | Celkově           | Celkově           | 45     | 3    | 3      | 0     | 0             | 0             | 48      | 3       |
| Luleå (hostování)     | 2020              | Ettan             | 28     | 6    | 0      | 0     | –             | –             | 28      | 6       |
| Luleå (hostování)     | Celkově           | Celkově           | 28     | 6    | 0      | 0     | 0             | 0             | 28      | 6       |
| Šeriff Tiraspol       | 2021/22           | Divizia Națională | 4      | 0    | 0      | 0     | –             | –             | 4       | 0       |
| Šeriff Tiraspol       | 2022/23           | Divizia Națională | 7      | 0    | 0      | 0     | 16            | 0             | 0       | 0       |
| Šeriff Tiraspol       | Celkově           | Celkově           | 11     | 0    | 0      | 0     | 16            | 0             | 26      | 0       |
| Celkově v kariéře     | Celkově v kariéře | Celkově v kariéře | 90     | 9    | 7      | 0     | 5             | 0             | 100     | 9       |

## Úspěchy
Šeriff Tiraspol
- Divizia Națională: 2022/23